# Герман, Александр Викторович
Алекса́ндр Ви́кторович Ге́рман (24 мая 1915, Петроград — 6 сентября 1943, деревня Житница, Калининская область, ныне Новоржевский район Псковской области) — командир 3-й Ленинградской партизанской бригады. Герой Советского Союза (1944)

## Биография
Родился 24 мая 1915 года в Петрограде в семье служащего. Окончив семилетку, А. Герман работал слесарем и учился в автостроительном техникуме.
В ноябре 1933 года вступил в ряды Красной Армии. В 1937 году окончил Орловское бронетанковое училище и служил в механизированной бригаде. Начало Великой Отечественной войны застало его слушателем 2-го курса Военной академии имени М. В. Фрунзе.
С июля 1941 года служил в разведывательном отделе штаба Северо-Западного фронта, а затем направлен в тыл к противнику заместителем командира 2-й Ленинградской особой партизанской бригады по разведке.
С мая 1942 года майор Александр Герман — командир 3-й Ленинградской партизанской бригады. Под его командованием бригада уничтожила несколько тысяч вражеских солдат и офицеров, пустила под откос свыше 300 железнодорожных эшелонов, подорвала сотни автомашин и спасла от угона в рабство 35 тысяч советских граждан.
Бригадой под командованием Германа с июня 1942 года по сентябрь 1943 года уничтожено 9652 гитлеровца, совершено 44 крушения железнодорожных эшелонов с живой силой и техникой врага, взорван 31 железнодорожный мост, разгромлено 17 гарнизонов противника, до 70 волостных управлений.
Майор Герман погиб 6 сентября 1943 года, выходя из вражеского окружения у деревни Житница Новоржевского района Псковской области. Похоронен на площади города Валдай Новгородской области.
Указом Президиума Верховного Совета СССР от 2 апреля 1944 года за образцовое выполнение боевых заданий командования на фронте, борьбы с немецко-фашистским захватчиками и проявленные при этом мужество и героизм майору Герману Александру Викторовичу посмертно присвоено звание Героя Советского Союза.

## Награды
- Медаль «Золотая Звезда».
- Орден Ленина.
- Орден Красного Знамени.

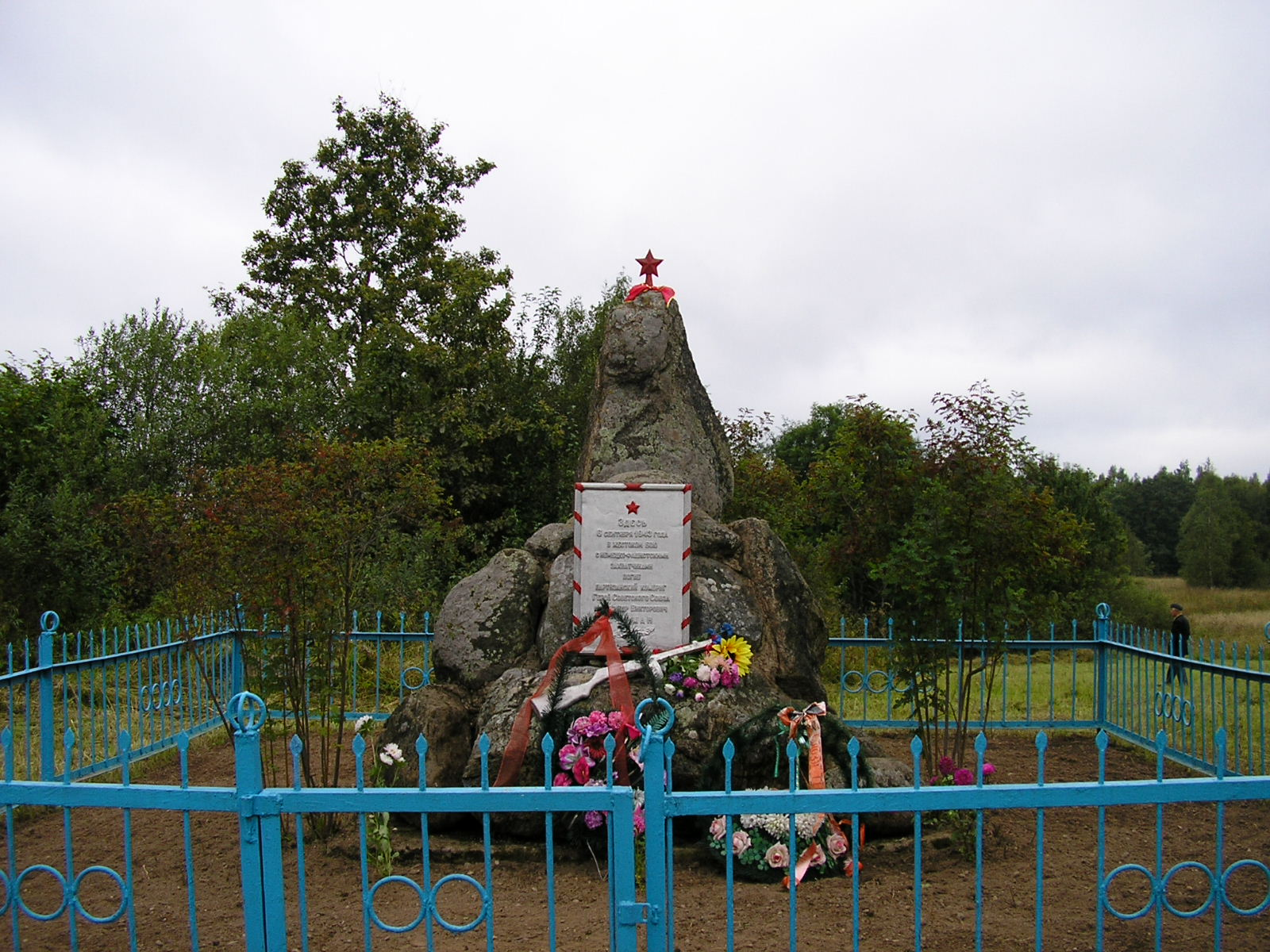
Памятник на месте гибели А. В. Германа в деревне Житница

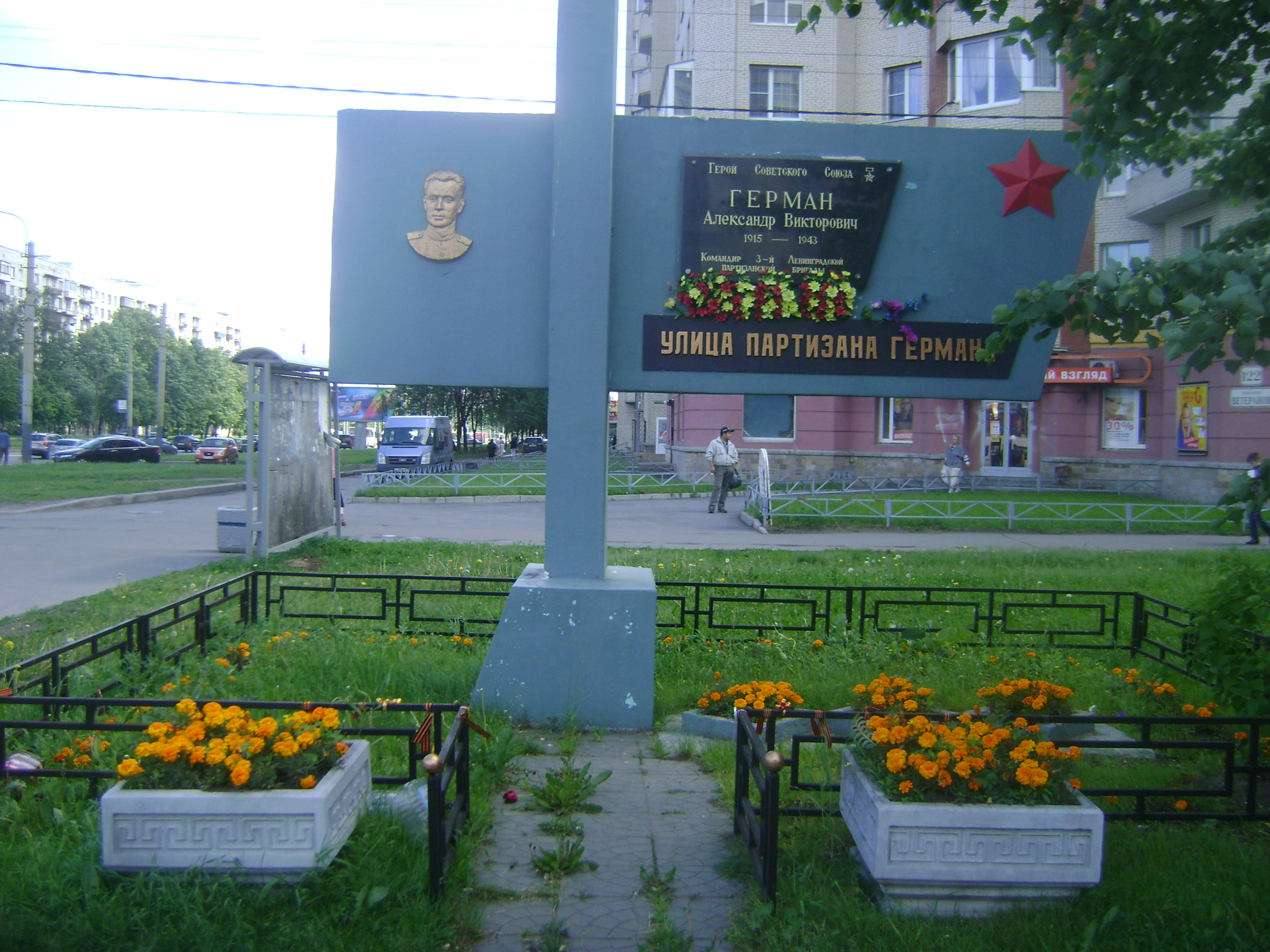
Памятник-стела в Санкт-Петербурге

- Орден Отечественной войны 1-й степени.

## Память
Приказом начальника Ленинградского штаба партизанского движения от 7 сентября 1943 года 3-й Ленинградской партизанской бригаде было присвоено имя её героически погибшего командира.
В деревне Житница, где погиб Герман, сооружён обелиск. Именем Героя названы улицы и установлены мемориальные доски в городах Санкт-Петербург, Валдай, Великий Новгород, Новоржев, Остров, Псков и Порхов.
В 1963 году в Пскове была построена и введена в эксплуатацию средняя школа № 18, в 1966 году школа (и пионерская дружина этой школы) получили почётное наименование - "имени Героя Советского Союза А. В. Германа". В 1970 году был создан школьный музей, посвящённый 3-й Ленинградской партизанской бригаде. 25 февраля 2009 года "в рамках мероприятий по празднованию 100-летия генерала армии В. Ф. Маргелова" по решению депутатов Псковской городской Думы школа получила новое наименование - "имени генерала армии В. Ф. Маргелова". За решение проголосовали депутаты партии "Единая Россия". Переименование школы проходило с нарушением установленной регламентом процедуры (так, бюст В. Ф. Маргелова был установлен в здании школы 19 февраля 2009 года - ещё до того, как решение о переименовании школы было вынесено на 35-й сессии Псковской городской Думы). Памятник и экспонаты, рассказывающие о А. В. Германе и 3-й Ленинградской партизанской бригаде остались в школьном музее боевой славы.
Средняя общеобразовательная школа № 360 имени Героя Советского Союза А. В. Германа находится во Фрунзенском районе Санкт-Петербурга